# Puntonsaaret
Puntonsaaret är en ö i Finland. Den ligger i sjön Nietalahti och i kommunen Ilomants i den ekonomiska regionen  Joensuu ekonomiska region  och landskapet Norra Karelen, i den sydöstra delen av landet, 400 km nordost om huvudstaden Helsingfors. Öns area är 1 hektar och dess största längd är 210 meter i öst-västlig riktning.  Notera att namnet antyder att det är fråga om flera öar.